# سان-بول-دو-فاراكس
سان-بول-دو-فاراكس (بالفرنسية: Saint-Paul-de-Varax)‏ هي بلدية فرنسية تقع في إقليم الآن. رمز إنسي لها هو:1383. أما الرمز البريدي لها فهو: 1240.